# Osteochilus vittatus

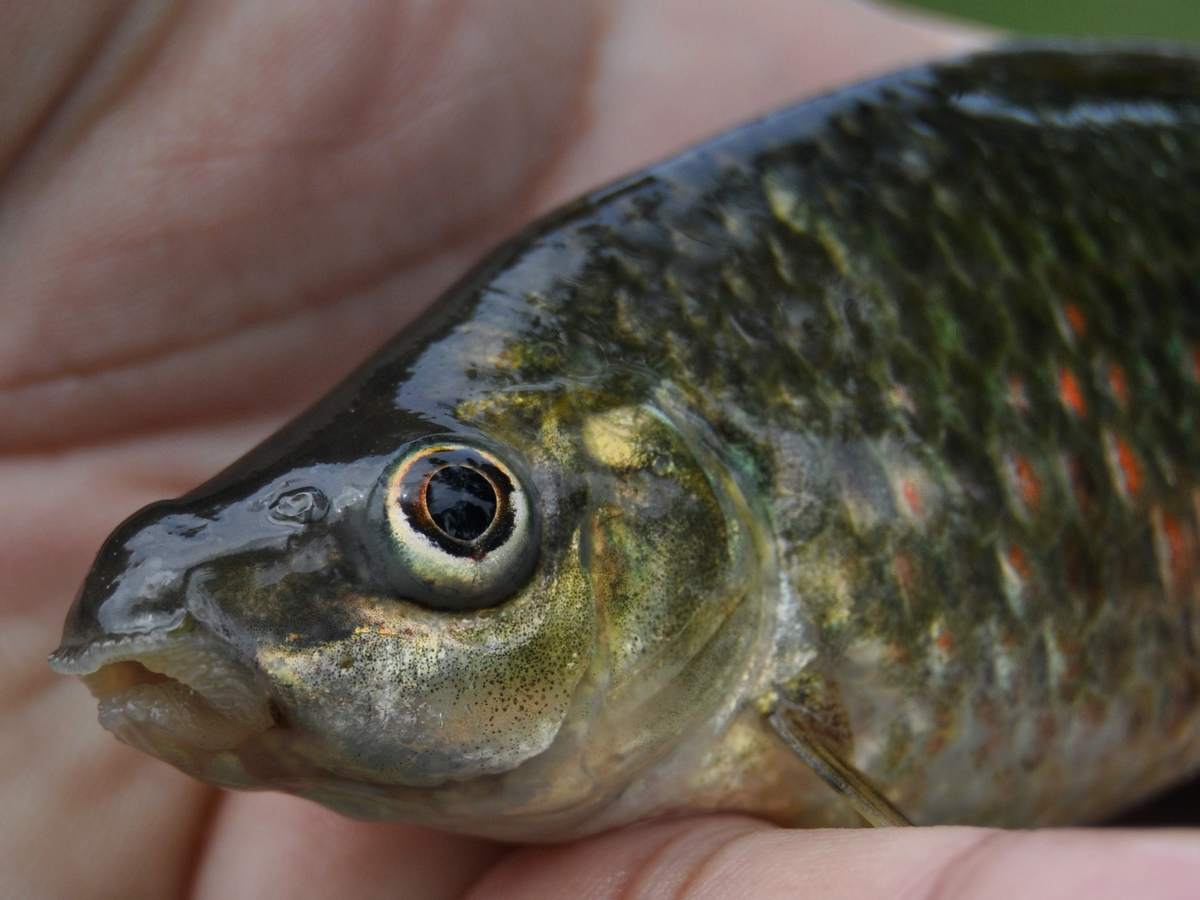
Particolare del muso, da notare la caratteristica bocca.

Osteochilus vittatus è un pesce d'acqua dolce appartenente alla famiglia Cyprinidae.

## Distribuzione e habitat
Proviene dal Sud-Est Asiatico, in particolare dai corsi d'acqua di Indonesia, Malaysia, Thailandia ed Isole della Sonda. Vive in corsi d'acqua a corrente lenta e in acque ferme, con fondali di fango. 

## Descrizione
Lunghezza massima: 32 cm. 
Il corpo di questo pesce è compresso lateralmente, comunque abbastanza slanciato. La pinna caudale è forcuta. La colorazione di base è argentea con dorso verdastro. Le pinne sono di color rossastro Sui fianchi sono presenti da 6 a 8 linee di punti scuri, non sempre visibili. Una macchia scura è presente sul peduncolo caudale.

## Biologia

### Alimentazione
Erbivoro.

### Riproduzione
Effettua migrazioni riproduttive nelle aree inondate durante la stagione delle piogge. 

## Acquariofilia
Viene tenuto solo in grandi strutture pubbliche

## Pesca
Ha una notevole importanza per la pesca e per l'alimentazione nelle regioni di origine.

## Stato di conservazione
Non minacciato, potenziali minacce possono essere il sovrasfruttamento e la degradazione dell'habitat.